# Influenzavirus A sottotipo H1N1
Il virus dell'influenza A sottotipo H1N1 è un ceppo virale del virus dell'influenza A, l'unico appartenente al genere Influenzavirus A, della famiglia Orthomyxoviridae.
Ne esistono numerose varianti che causano forme influenzali pandemiche negli animali e negli umani, come la febbre suina.

## Trasmissione
Come per l'influenza stagionale, la trasmissione da persona a persona può diffondersi per via aerea attraverso le gocce di saliva trasportate da starnuti o colpi di tosse di persone infette e per mezzo del contatto con materiali o superfici infette.

## Patologie nell'uomo
I sintomi dell'influenza sono febbre improvvisa, di norma superiore a 38 °C, e manifestazioni respiratorie (tosse, mal di gola, raffreddore) associati ad almeno uno dei seguenti sintomi: mialgia e artralgia, letargia e inappetenza. Alcune persone colpite dal virus hanno anche riferito mal di gola, nausea, vomito, diarrea (in particolare nei bambini) e mal di pancia.

### Forme pandemiche

#### Pandemia del 1918
Una variante di questi virus fu la causa della influenza spagnola che tra il 1918 e il 1919 uccise dai 50 ai 100 milioni di persone in tutto il mondo e ne infettò 500 milioni.

#### Pandemia del 1977
La pandemia di influenza russa del 1977 iniziò nel Nord della Cina e nell'Unione Sovietica, e l'Unione Sovietica lo riferì per la prima volta all'Organizzazione mondiale della sanità. Ha provocato circa 700 000 morti in tutto il mondo. La pandemia è stata causata dal ceppo del virus H1N1, che assomiglia molto a un ceppo virale circolante in tutto il mondo negli anni 1950. È opinione diffusa che il virus sia stato rilasciato al pubblico in un incidente di laboratorio.

#### Pandemia del 2009
Un sottotipo di influenza suina del tipo A H1N1 si è trasmessa da alcuni allevamenti di maiali all'uomo nel 2009, causando vittime in Messico e diffondendo la malattia nel mondo. Tale variante è stata chiamata mediaticamente e in gergo colloquiale "febbre suina".
Dal 13 ottobre all'8 novembre 2009 i casi stimati in Italia sono stati 1 521 000, con una quota di decessi causati dall'influenza A dello 0,029 per mille, contro il 2 per mille della normale influenza.

## Terapie note
Come terapia si ricorre alle stesse cure dell'influenza stagionale: farmaci sintomatici, come gli antipiretici o gli antinfiammatori, e riposo assoluto per almeno 4-5 giorni.
Sui virus influenzali si sono dimostrati efficaci alcuni farmaci antivirali: i soli antivirali raccomandati per il trattamento e la prevenzione dell'influenza umana da virus A H1N1 sono l'oseltamivir (in commercio con il nome di Tamiflu) e lo zanamivir (Relenza). Altri farmaci antivirali in uso da tempo, come l'amantadina e la rimantadina, non sono più efficaci in quanto i virus influenzali hanno sviluppato resistenza nei loro confronti.

## Prevenzione
È possibile diminuire il rischio di infezione adottando una serie di comportamenti:
- lavare le mani accuratamente e più volte al giorno, in particolare dopo aver tossito, starnutito o essersi soffiato il naso;
- quando si tossisce o si starnutisce è bene tenere un fazzoletto di carta davanti a naso e bocca;
- dopo aver usato un fazzoletto di carta, gettarlo e lavarsi accuratamente le mani;
- usare mascherine igieniche in caso di malattia o assistenza a persone malate;
- mantenere pulite le superfici;
- inoltre il Ministero della salute suggerisce la vaccinazione per le principali categorie a rischio come: le donne al secondo e terzo trimestre di gravidanza, le persone di età compresa tra più di 6 mesi e i 17 anni con malattie croniche, i bambini tra i 6 e i 24 mesi nati pretermine, gli adulti di età inferiore ai 65 anni con malattie croniche, il personale sanitario e sociosanitario.[12]